# Gatling gun

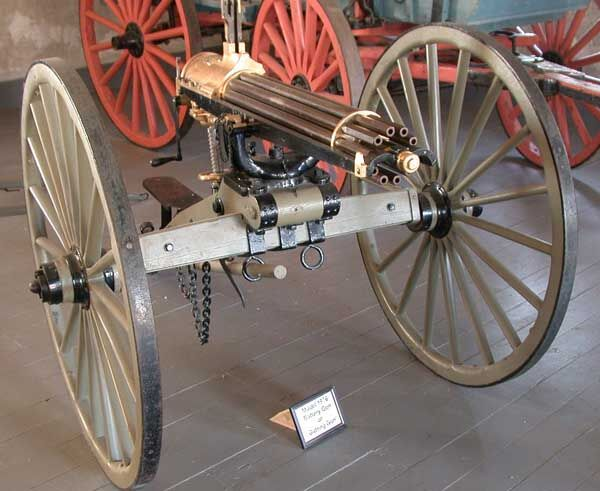
Gatling gun

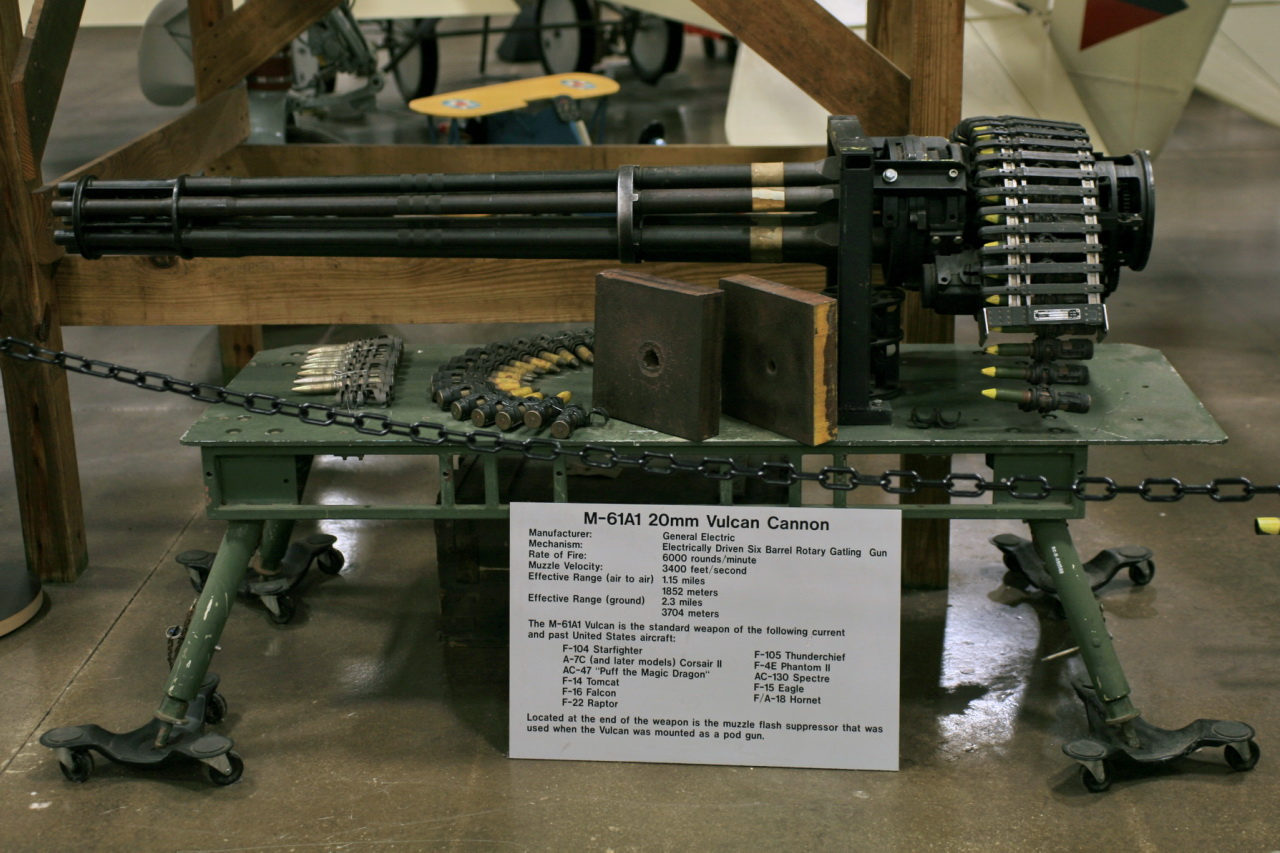
Moderne gatling gun

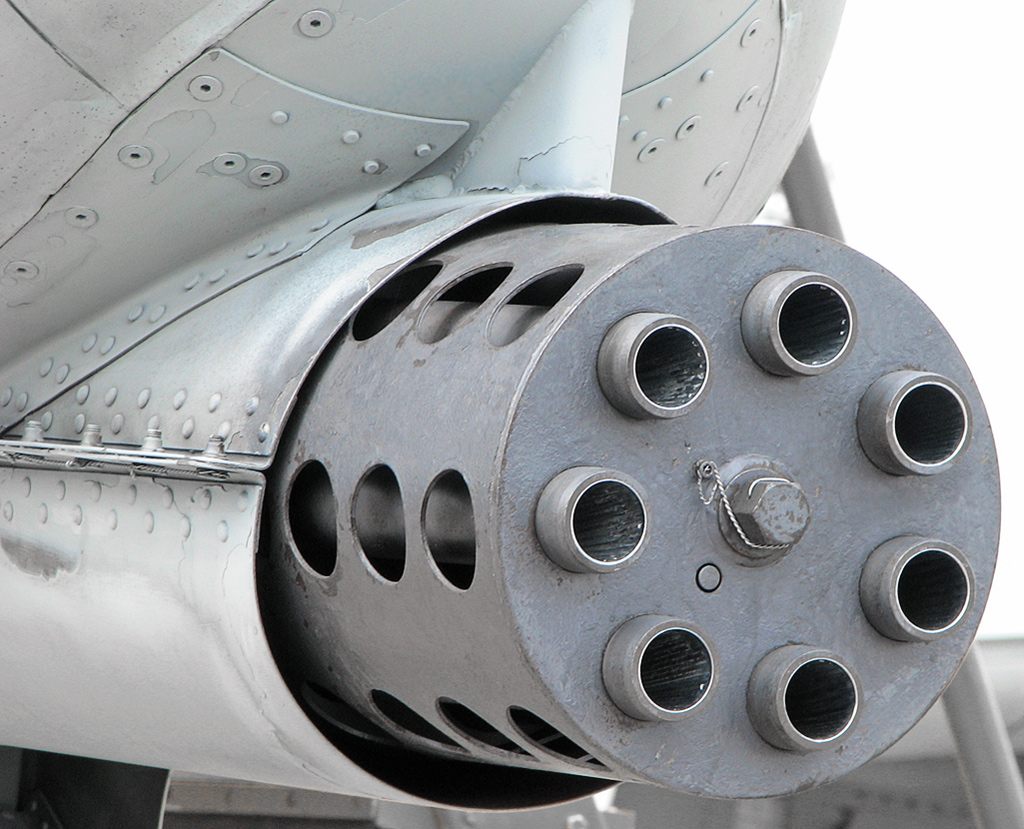
Het 30 mm kanon van de A-10 Thunderbolt II

De Gatling gun is een door handkracht aangedreven mitrailleur.
Door draaien aan een kruk wordt het mechanisme in beweging gebracht. Het herladen en afvuren van de patronen vindt plaats in concentrisch om een centrale as geplaatste bundel geweerlopen. Oorspronkelijk waren dit zes lopen. De theoretische vuursnelheid van het model 1876 was 1200 schoten per minuut, maar door onder andere de beperkte magazijncapaciteit was dit in de praktijk niet meer dan circa 400 schoten per minuut.
Dit wapen was een uitvinding (uit 1861) van de Amerikaan Richard Gatling, op basis van een aardappelpootmachine . Het werd voor het eerst in de Amerikaanse Burgeroorlog gebruikt.
Ook moderne snelvuurkanonnen zijn gebaseerd op het Gatling-principe van roterende lopen.